# Loxocaudinae
Loxocaudinae is een onderfamilie van kreeftachtigen uit de klasse van de Ostracoda (mosselkreeftjes).

## Geslachten
- Glacioloxoconcha Hartmann, 1990
- Loxocauda Schornikov, 1969
- Phlyctocythere Keij, 1958
- Pseudoloxoconcha Mueller, 1894
- Sarmatina Stancheva, 1990 †